# Barboursville
Barboursville – wieś w Stanach Zjednoczonych, w stanie Wirginia Zachodnia, w hrabstwie Cabell.